# 독일의 로마 가톨릭 교구 목록
독일 로마가톨릭교회는 현재 7개의 관구에 7개 관구장 대교구, 20개 일반 교구, 1개 군종교구로 구성된다. 그외 우크라이나 가톨릭교회의 독일과 스칸디나비아 성직자치구도 있다.

## 가톨릭 관구 구성

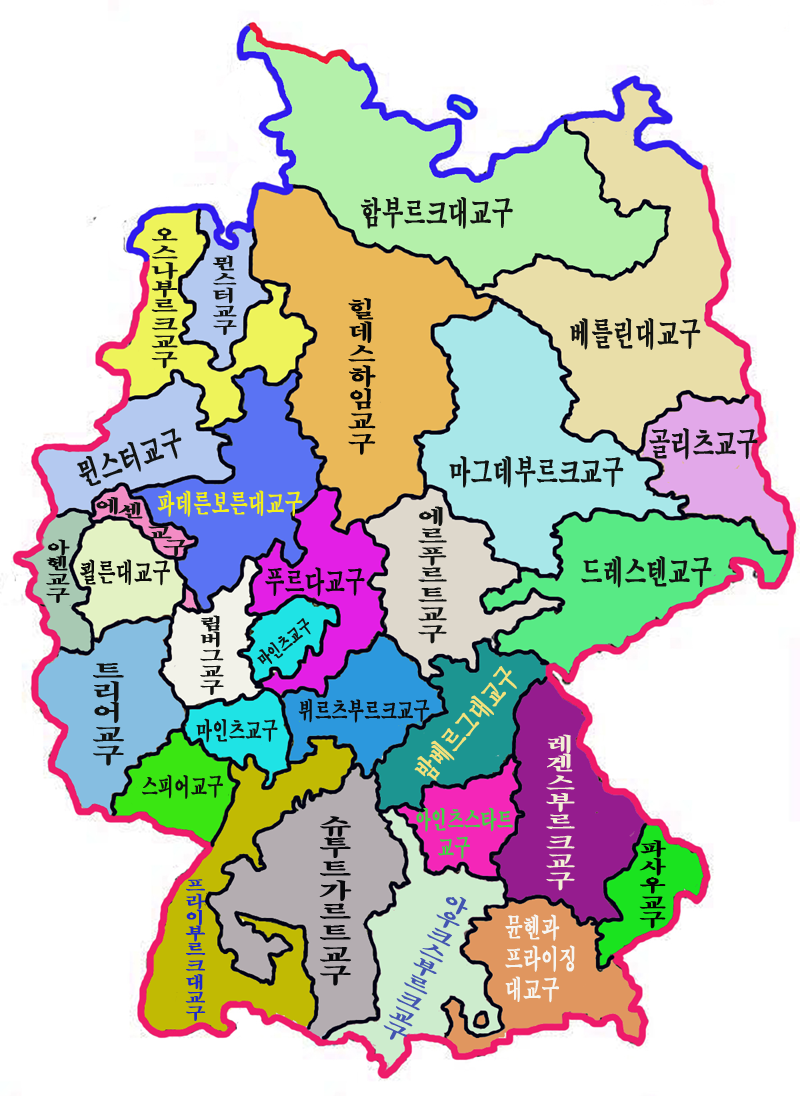
독일 로마가톨릭 교구 구성도

### 밤베르그 관구
- 밤베르크 대교구(Archdiocese of Bamberg )
- 아이히 슈타트 교구(Diocese of Eichstätt)
- 슈파이어 교구(Diocese of Speyer)
- 뷔르츠부르크 교구(Diocese of Würzburg)

### 베를린 관구
- 베를린 대교구(Archdiocese of Berlin)
- 드레스덴-마이센 교구(Diocese of Dresden-Meissen)
- 괼리츠 교구(Diocese of Görlitz)

### 프라이부르크 아임 블레이스가우 관구
- 프라이부르크 아임 블레이스가우 대교구
- 마인츠 교구(Diocese of Mainz)
- 로텐부르크-슈투트가르트 교구
(Diocese of Rottenburg-Stuttgart)

### 함부르크 관구
- 함부르크 대교구(Archdiocese of Hamburg )
- 힐데스하임 교구(Diocese of Hildesheim)
- 오스나부르크 교구(Diocese of Osnabrück)

### 쾰른 관구
- 쾰른 대교구(Archdiocese of Cologne )
- 아헨 교구(Diocese of Aachen)
- 에센 교구(Diocese of Essen)
- 림부르크 교구(Diocese of Limburg)
- 뮌스터 교구(Diocese of Münster)
- 트리어 교구(Diocese of Trier)

### 뮌헨과 프라이징 관구
- 뮌헨과 프라이징 대교구(Archdiocese of München und Freising)
- 아욱스부르크 교구(Diocese of Augsburg)
- 파사우 교구(Diocese of Passau)
- 레겐스부르크 교구(Diocese of Regensburg)

### 파데르보른 관구
- 파더본 대교구(Archdiocese of Paderborn)
- 에어푸르트 교구(Diocese of Erfurt)
- 풀다 교구(Diocese of Fulda)
- 막데부르크 교구(Diocese of Magdeburg)

### 특수목적 관리구
- 군종교구

### 우크라이나 동방가톨릭교회
- 독일과스칸디나비아 성직자치구